# Marek Gołkowski
Marek Maria Gołkowski (ur. 8 kwietnia 1958 w Sochaczewie) – polski dyplomata, Konsul Generalny w Królewcu (2008–2014).

## Życiorys
Pochodzi z Sochaczewa, gdzie ukończył szkołę średnią. Następnie polonistykę na Uniwersytecie Warszawskim (1982).
Bezpośrednio po studiach zaczął pracę w Instytucie Języka i Kultury Polskiej dla Cudzoziemców „Polonicum” UW. Był współautorem certyfikowanego, kilkukrotnie wznawianego podręcznika do nauki języka polskiego jako obcego na poziomie B1. Na początku lat 90. był wiceprzewodniczącym rady miejskiej Sochaczewa. Od 1991 związany z Ministerstwem Spraw Zagranicznych. Zakładał i kierował Instytutem Polskim w Mińsku (1994–1996), współuczestniczył w otwarciu Muzeum Adama Mickiewicza w Nowogródku, Muzeum Stanisława Moniuszki w Ubieli. W latach 1996–1998 naczelnik Wydziału Promocji w Departamencie Promocji i Informacji MSZ. W 2007 przebywał na placówce w Moskwie. Kierował Konsulatem Generalnym w Królewcu (2008–2014). Był dyrektorem ds. współpracy regionalnej Polskiej Organizacji Turystycznej oraz, przez pięć lat, dyrektorem Zagranicznego Ośrodka POT w Rzymie. Wykładowca Studium Europy Wschodniej UW.
Prezes Polsko-Ukraińskiej Fundacji Współpracy Akademickiej „Obserwatorium”, odpowiedzialnej za odbudowę obserwatorium astronomicznego na górze Pop Iwan w Czarnohorze.
W wyborach samorządowych w 2018 na burmistrza Sochaczewa zajął drugie miejsce, otrzymując 4868 głosów (33,5%), kandydował także do rady miasta. W 2024 w wyborach na burmistrza Sochaczewa w I turze otrzymał 3974 głosów, co stanowiło 30,96% i było najlepszym wynikiem. W II turze przegrał, dostając 5356 głosów, tj. 45,24%. Uzyskał jednak mandat w radzie miasta Sochaczew.
Zna angielski, białoruski, rosyjski i włoski. Syn nauczycieli – Marii, honorowej obywatelki Sochaczewa i Jana. Żonaty z Danutą, terapeutką. Ich syn Michał jest tłumaczem i autorem fantasy, zaś córka Anna, italianistką i rysowniczką komiksów.

## Wybrane publikacje
- Marek Gołkowski, Anna Kiermut, Gdybym znał dobrze język polski…, Warszawa: Wydawnictwa Uniwersytetu Warszawskiego, 1991, 1997, 2010, 2018.